# Costa di Rovigo
Costa di Rovigo település Olaszországban, Veneto régióban, Rovigo megyében. Lakosainak száma 2460 fő (2023. január 1.). Costa di Rovigo Arquà Polesine, Rovigo, Villamarzana, Fratta Polesine és Villanova del Ghebbo községekkel határos.

## Népesség
A település lakossága az elmúlt években az alábbi módon változott:
| Lakosok száma | 2594 | 2556 | 2460 |
|               | 2017 | 2018 | 2023 |